# Île-Tudy
Île-Tudy är en kommun i departementet Finistère i regionen Bretagne i västra Frankrike. Kommunen ligger i kantonen Pont-l'Abbé som tillhör arrondissementet Quimper. År 2022 hade Île-Tudy 745 invånare.

## Befolkningsutveckling
Antalet invånare i kommunen Île-Tudy
Referens:INSEE